# Fumaria painteri
Fumaria painteri är en vallmoväxtart som beskrevs av Herbert William Pugsley. Fumaria painteri ingår i släktet jordrökar, och familjen vallmoväxter. Inga underarter finns listade i Catalogue of Life.